# Sondre Guttormsen
Sondre Mogens Guttormsen (ur. 1 czerwca 1999 w Davis) – norweski lekkoatleta specjalizujący się w skoku o tyczce, halowy mistrz Europy z 2023, olimpijczyk.
Zdobył brązowy medal w skoku o tyczce na młodzieżowych mistrzostwach Europy w 2021 w Tallinnie. Odpadł w kwalifikacjach na igrzyskach olimpijskich w 2020 w Tokio.
Zdobył złoty medal na halowych mistrzostwach Europy w 2023 w Stambule, wyprzedzając Emanuila Karalisa z Grecji i Piotra Liska z Polski.
W 2025 wywalczył brązowy medal podczas halowych mistrzostw Europy w Apeldoorn, przegrywając z Emanuilem Karalisem z Grecji i Menno Vloonem z Holandii, którzy zdobyli złoty medal.
Był mistrzem Norwegii w skok o tyczce w latach 2018–2020 oraz halowym mistrzem swego kraju w biegu na 60 metrów przez płotki w 2017. Zdobył również akademickie mistrzostwo Stanów Zjednoczonych (NCAA) w skoku o tyczce w 2022 oraz halowe mistrzostwo NCAA w 2022 i 2023.

## Osiągnięcia
| Rok  | Impreza                               | Miejsce   | Konkurencja                | Pozycja      | Wynik |
| ---- | ------------------------------------- | --------- | -------------------------- | ------------ | ----- |
| 2016 | Mistrzostwa Europy juniorów młodszych | Tbilisi   | skok o tyczce              | 3. miejsce   | 5,05  |
| 2017 | Mistrzostwa Europy juniorów           | Grosseto  | skok o tyczce              | 6. miejsce   | 5,10  |
| 2018 | Mistrzostwa świata juniorów           | Tampere   | bieg na 110 m przez płotki | eliminacje   | 14,13 |
| 2018 | Mistrzostwa świata juniorów           | Tampere   | skok o tyczce              | 6. miejsce   | 5,40  |
| 2018 | Mistrzostwa Europy                    | Berlin    | skok o tyczce              | 6. miejsce   | 5,75  |
| 2019 | Halowe mistrzostwa Europy             | Glasgow   | skok o tyczce              | 6. miejsce   | 5,55  |
| 2019 | Młodzieżowe mistrzostwa Europy        | Gävle     | skok o tyczce              | 4. miejsce   | 5,50  |
| 2019 | Mistrzostwa świata                    | Doha      | skok o tyczce              | kwalifikacje | 5,30  |
| 2021 | Młodzieżowe mistrzostwa Europy        | Tallinn   | skok o tyczce              | 3. miejsce   | 5,60  |
| 2021 | Igrzyska olimpijskie                  | Tokio     | skok o tyczce              | kwalifikacje | 5,50  |
| 2022 | Halowe mistrzostwa świata             | Belgrad   | skok o tyczce              | 8. miejsce   | 5,75  |
| 2022 | Mistrzostwa świata                    | Eugene    | skok o tyczce              | 10. miejsce  | 5,70  |
| 2022 | Mistrzostwa Europy                    | Monachium | skok o tyczce              | 6. miejsce   | 5,75  |
| 2023 | Halowe mistrzostwa Europy             | Stambuł   | skok o tyczce              | 1. miejsce   | 5,85  |
| 2023 | Mistrzostwa świata                    | Budapeszt | skok o tyczce              | kwalifikacje | 5,55  |
| 2024 | Igrzyska olimpijskie                  | Paryż     | skok o tyczce              | 8. miejsce   | 5,80  |
| 2025 | Halowe mistrzostwa Europy             | Apeldoorn | skok o tyczce              | 3. miejsce   | 5,90  |
| 2025 | Halowe mistrzostwa świata             | Nankin    | skok o tyczce              | 7. miejsce   | 5,70  |

## Rekordy życiowe
- skok o tyczce (stadion) – 5,90 m (29 kwietnia 2023, Austin) rekord Norwegii
- skok o tyczce (hala) – 6,00 m (10 marca 2023, Albuquerque) rekord Norwegii[8], 9. wynik w historii światowej lekkoatletyki